# Hammerson
Hammerson este un REIT (Real Estate Investment Trust - trust imobiliar) listat pe London Stock Exchange, în al cărui portofoliu de active predomină spații de retail și birouri.